# 카사이오리앙탈주 (1966년)

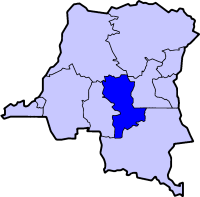
카사이오리앙탈 주의 위치

카사이오리앙탈주(프랑스어: Province du Kasai-Oriental, 동카사이주)는 콩고 민주 공화국 중부에 위치했던 주로 주도는 음부지마이이며 면적은 170,302km2, 인구는 7,100,000명(2005년 기준)이다. 2015년 새 헌법에 따라 3개 주(카사이오리앙탈주, 로마미주, 상쿠루주)로 분할되었다. 서쪽으로는 카사이옥시당탈주, 북서쪽으로는 에카퇴르주, 북동쪽으로는 동부주, 동쪽으로는 마니에마주, 남쪽으로는 카탕가주와 접했다.